# Еріх Елісказес
Елісказес Еріх Готліб (нім. Erich Eliskases; 15 грудня 1913, Інсбрук — 2 лютого 1997, Кордова, Аргентина) — аргентинський шахіст, міжнародний гросмейстер з 1952 р.

## Спортивні результати
В чемпіонаті Австрії 1929 посів 1-2-ге місце.
У складі національної команди Австрії учасник Всесвітніх олімпіад 1930, 1933, 1935, 1937.
На олімпіаді 1935 мав найкращий показник за 3-ю шахівницею: 15 очок з 19.

### Чоловічі шахові олімпіади[4]
ЗАГАЛЬНА СТАТИСТИКА
| К-сть олімпіад | Олімпіади, роки                              | Заг. к-сть очок | К-сть ігор | Виграш | Нічия | Поразка | %    |
| 8              | 1930,1933,1935, 1939, 1952, 1958, 1960, 1964 | 79,5            | 123        | 48     | 63    | 12      | 64,6 |

Матч з Р. Шпільманом
Виграв 3 матчі у Р. Шпільмана: (+ виграш: — програш: = нічия)
1932 р. — (+ 3 — 2, = 5),
1936 р. — (+ 2 — 1, = 7),
1937 р. — (+ 2 — 0, = 8).
Всього зіграв 30 партій: з них виграшів +7, поразки — 3, нічиї = 20
Чемпіон Німеччини 1938, 1939 рр.
У складі команди Німеччини учасник 8-ї Всесвітньої олімпіади 1939 р.
1939 р. — виграв матч у Ю. Боголюбова (+6, -3, =11)

### Найкращі результати в чемпіонатах Аргентини
- 3 1939 р. проживав в Аргентині.
- 1953 — 3 місце;
- 1955 — 3 місце;
- 1957 — 2 місце.
- У складі команди Аргентини учасник олімпіад 1952, 1958, 1960 рр. та матчу СРСР — Аргентина 1954 р.
- В зональному турнірі в Мар-дель-Плата 1951 посів 1-2-ге місце разом з Хуліо Болбочаном, а на міжнародному турнірі в Стокгольмі 1952 р. зайняв 10 місце.[2][3]

### Найкращі результати в інших міжнародних змаганнях
- Ебензе 1930 — 2 місце, 1933 — 2-3 місце;
- Відень 1932 — 3-4 місце;
- Острава 1933 — 2-4 місце;
- Гастингс 1933—1934 — 4 місце, 1936-1937 — 3 місце
- Будапешт 1934 — 1 місце;
- Лінц 1934 — 1 — 2 місце, Відень 1935 — 1-2 місце;
- Бад-Наугайм 1935 — 2-3 місце;
- Цюрих 1936 — 1 місце, Свинемюнде (Свиноуйсьце) 1936 — 1 місце;
- Бірмінгем 1937 — 1-2 місце
- Крефельд, Ельстер, Мілан 1938 — 1-2 місце;
- Нордвейк-ан-Зе 1938 — 1 місце, Бад-Гарцбург 1939 — 1 місце;
- Мар-дель-Плата 1941 — 3 місце; 1947, 1949 — 2-3 місце; 1948 — 1 місце, 1956 — 3-4 місце, 1958 — 3-5 місце;
- Сан-Паулу 1941 — 1-2 місце, 1947 — 1 місце, 1948 — 2-3 місце;
- Буенос-Айрес 1947 — 3 місце;
- Пунта-дель-Есте, що в Уругваї, 1951 — 1 місце;
- Гавана 1952 — 4-5 місце;
- Ріо-де-Жанейро 1952 — 2-3 місце;
- Порту-Алегрі 1957 — 1 місце;
- Монтевідео 1956 — 2 місце;
- Бевервейк 1959 — 2 місце;
- Кордова 1959 — 1-2 місце;
- Чоко 1976 — 3-5 місце;
- Ровіго 1976 — 3 місце.[2][3]